# Liste der Aufsätze von Gustav Wais
Die Liste der Aufsätze von Gustav Wais enthält Fachaufsätze des Journalisten Gustav Wais ab 1936. In diesem Jahr wurde er von den nationalsozialistischen Behörden mit Berufsverbot belegt. Danach verlegte er sich auf historische Forschungen, hauptsächlich über die Stadt Stuttgart. Eine Liste von Wais’ Buchpublikationen befindet sich in dem Wikipedia-Artikel über Gustav Wais.
Bis auf wenige Ausnahmen sind die Literaturangaben aus der Bibliographie der württembergischen Geschichte und der Württembergischen Geschichtsliteratur entnommen (siehe Literatur).
Die Aufsatztitel sind nach dem Erscheinungsjahr geordnet und innerhalb eines Jahrs alphabetisch und chronologisch nach Zeitschriften. Bücher, zu denen Wais Beiträge lieferte, erscheinen am Ende eines Jahrs.

## 1938
- Das „Fürstlich Württembergisch Diener-Buoch“ : schwäbische Geistliche und Beamte aus acht Jahrhunderten. In: Schwäbischer Merkur Nr. 61 vom 13. März 1938.
- Die ältesten Karten von Schwaben, Württemberg und Stuttgart. In: Schwäbischer Merkur Nr. 202 vom 28. August 1938.

## 1940
- Samuel Urlspergers Entlassung. In: Blätter für württembergische Kirchengeschichte 1940, Seite 4–27.

## 1946
- Zur Wiedereröffnung der Schloßkirche. [Historischer Rückblick]. In: Evangelisches Gemeindeblatt für Württemberg 1946, Nr. 3.
- Das beschädigte Kreuzbild von St. Leonhard. In: Evangelisches Gemeindeblatt für Württemberg 1946, Nr. 39.
- Das Schicksal der Stuttgarter Kirchenglocken. In: Evangelisches Gemeindeblatt für Württemberg 1946, Nr. 44 und 45.
- Erinnerungen aus dem versunkenen Stuttgart. Fehlende Zeugen in der steinernen Chronik unserer Stadt. In: Stuttgarter Zeitung 1946, Nr. 35, Seite 5.

## 1947
- Die Stiftskirche, ihre Kunstwerke, ihre Wiederherstellung. In: Evangelisches Gemeindeblatt für Württemberg 1947, Nr. 13–15.
- [Henri-Arnaud-Haus in Schönenberg bei Mühlacker]. In: Evangelisches Gemeindeblatt für Württemberg 1947, Nr. 19.

## 1948
- [Nachruf auf Gustav Bossert d. J.] In: Evangelisches Gemeindeblatt für Württemberg 1948, Nr. 18.

## 1949
- Stuttgarts älteste geschichtliche Denkmale. In: Amtsblatt der Stadt Stuttgart 1949, Nr. 44, Seite 11.
- Was ein alter Ortsplan erzählt. Ein Beitrag zur Ortsgeschichte von Berg. In: Amtsblatt der Stadt Stuttgart 1949, Nr. 51, Seite 8.
- Karl Gerok – der Sänger der Stadt Stuttgart [Zum 60. Todestag]. In: Amtsblatt der Stadt Stuttgart 1949, Nr. 52, Seite 4.
- Neues über die Baumeister der Stiftskirche. In: Evangelisches Gemeindeblatt für Württemberg 1949, Nr. 29.
- Von Johannes Reuchlin und seinem Denkmal in der Hospitalkirche. In: Evangelisches Gemeindeblatt für Württemberg 1949, Nr. 35.
- Neues über die Baugeschichte der St. Leonhardskirche. In: Evangelisches Gemeindeblatt für Württemberg 1949, Nr. 42.
- Brenz-Gedenkstätten in Stuttgart. In: Evangelisches Gemeindeblatt für Württemberg 1949, Nr. 50.
- Schiller und der Stuttgarter Liederkranz. In: Kurt Ehmer (Text): „Rausche, Flügelschlag des Klanges...“ : Stuttgarter Liederkranz E. V. Erinnerungsblätter zum 125jährigen Bestehen, Stuttgart 1949, Seite 147–178.

## 1950
- Eine alte Ansicht von Stuttgart vom Jahre 1611 [Kupferstich von Jonathan Sautter] . In: Amtsblatt der Stadt Stuttgart 1950, Nr. 3, Seite 5; Nr. 7, Seite 5.
- Der Wiederaufbau der Stiftskirche. Von Prof. Gustav Wais, Vorsitzendem des „Aufbaukomitees Stiftskirche“. In: Amtsblatt der Stadt Stuttgart 1950, Nr. 9, Seite 9.
- Der Wiederaufbau der St.-Leonhards-Kirche. In: Amtsblatt der Stadt Stuttgart 1950, Nr. 11, Seite 7–8.
- Die Entstehung des einstigen Vororts Heslach. In: Amtsblatt der Stadt Stuttgart 1950, Nr. 16, Seite 7–8.
- Stuttgarter „Turmbau zu Babel“ um die Jahrhundertwende. Heitere Erinnerungen aus der Stadtbaugeschichte. In: Amtsblatt der Stadt Stuttgart 1950, Nr. 18, Seite 3–4.
- Das Stuttgarter Silberglöckle. In: Amtsblatt der Stadt Stuttgart 1950, Nr. 20, Seite 5.
- Der Wiederaufbau der St-Eberhards-Kirche. In: Amtsblatt der Stadt Stuttgart 1950, Nr. 21, Seite 4.
- Gärten und Anlagen in Alt-Stuttgart. Zur Eröffnung der Deutschen Gartenschau Stuttgart 1950. In: Amtsblatt der Stadt Stuttgart 1950, Nr. 22, Seite 4–6.
- Steinerne Zeugen der Stuttgarter Baugeschichte : zur Eröffnung des Städtischen Lapidariums, Mörikestr. 24, am 8. Juli 1950. In: Stuttgarter Amtsblatt Nr. 27, Seite 1–2.
- Um die Stuttgarter Hospitalkirche. In: Amtsblatt der Stadt Stuttgart 1950, Nr. 31, Seite 5–6.
- Die Entstehung des einstigen Vororts Gablenberg. In: Amtsblatt der Stadt Stuttgart 1950, Nr. 32, Seite 2.
- Alt-Stuttgarts Gaststätten. In: Amtsblatt der Stadt Stuttgart 1950, Nr. 33, Seite 3; Nr. 34, Seite 2–3.
- Wie alt ist Stuttgart? In: Amtsblatt der Stadt Stuttgart 1950, Nr. 41, Seite 3–4.
- Die erste urkundliche Erwähnung des Namens Stuttgart. In: Blätter des Schwäbischen Albvereins 1950, Seite 79.
- Ein Erinnerungsmal für Karl Gerok [Aufruf zu einer Spende]. In: Evangelisches Gemeindeblatt für Württemberg 1950, Nr. 1, 7 und 8.
- Die Erneuerung der Schloßkirche. In: Evangelisches Gemeindeblatt für Württemberg 1950, Nr. 13 und 22.
- Heslach und seine Kirchen. [Zur Einweihung der Matthäuskirche] In: Evangelisches Gemeindeblatt für Württemberg 1950, Nr. 16.
- Friedrich Braun zum Gedächtnis In: Evangelisches Gemeindeblatt für Württemberg 1950, Nr. 47.
- Der berühmteste Meisterschütze seiner Zeit ist ein Stuttgarter gewesen. 540 Jahre besteht die Stuttgarter Schützengilde. In: Stuttgarter Zeitung 1950, Nr. 258, Seite 10.

## 1951
- Die Apotheken im alten Stuttgart. In: Deutsche Apotheker-Zeitung, Jahrgang 91, 1951, Seite 396–399.
- Altes Kunstwerk wird vom Steinmantel befreit. Die Freilegung der berühmten Kreuzigungsgruppe [in der Hospitalkirche]. In: Stuttgarter Zeitung 1951, Nr. 68, Seite 12.
- Mehr als fünfhundert Jahre reicht das Apothekenwesen in Stuttgart zurück. Ein Beitrag zum Deutschen Apothekertag vom 9. bis 14. Juni in Stuttgart. In: Stuttgarter Zeitung 1951, Nr. 131, Seite 10.
- Schon in einer Urkunde vom Jahre 1160 ist von Stukarten die Rede. Das älteste Schriftstück, das Stuttgart erwähnt, als Einbanddecke aufgefunden – Mühsame Entzifferung hat sich gelohnt. In: Stuttgarter Zeitung 1951, Nr. 226, Seite 11.
- Vom Stock zum Stockgebäude. Aus der 400jährigen Geschichte eines repräsentativen Stuttgarter Baues. In: Stuttgarter Zeitung 1951, Nr. 265, Seite 8.
- Der Stuttgarter Marktplatz und seine alten Rathäuser. In: Stuttgarter Zeitung 1951, Nr. 275, Seite 10.
- Wenn Steine reden. In: Württemberger Land : Monatsschrift für Fremdenverkehr, Kultur und Wirtschaft November 1951, Seite 30–31.
- Stuttgarts Kunst- und Kulturbauten. In: Den Teilnehmern des Deutschen Apothekertages 1951 zur Erinnerung an die Tagung in Stuttgart, Stuttgart: Deutscher Apotheker-Verlag 1951, Seite 4–7.

## 1952
- Friedrich Kiefner zum Gedächtnis. In: Baumeister-Zeitung 1952, Seite 116–117.
- Die Alte Kanzlei, im Krieg zerstört, ist wieder aufgebaut. In: Stuttgarter Zeitung 1952, Nr. 132, Seite; Nr. 220, Seite 12.
- Die alten Mühlen in Stuttgart. In: Stuttgarter Zeitung 1952, Nr. 147, Seite 6.
- Der Burgfrid-Stein vom Gasthof „Zum Ritter St. Georg“. In: Stuttgarter Zeitung 1952, Nr. 152, Seite 6.
- „O du große Stadt der Becken“. Das Bäckerhandwerk im alten Stuttgart. In: Stuttgarter Zeitung 1952, Nr. 172, Seite 19.
- Eine der ältesten Straßen der Stadt [Schulstraße]. In: Stuttgarter Zeitung 1952, Nr. 256, Seite 12.
- Hoppenlau-Friedhof. In: Stuttgarter Zeitung 1952, Nr. 273, Seite 12.
- Wie die Gebeine Schubarts auf den Hoppenlau_Friedhof gekommen sind. In: Stuttgarter Zeitung 1952, Nr. 283, Seite 10.
- Hier haben Jean Paul, Hauff und Ludwig Börne getafelt. Einiges aus der Geschichte eines berühmten Stuttgarter Gasthofs [„König von England“]. In: Stuttgarter Zeitung 1952, Nr. 291, Seite 12.
- Wie alt ist Stuttgart?. In: Württemberger Land : Monatsschrift für Fremdenverkehr, Kultur und Wirtschaft vom November/Dezember 1952, Seite 5–6.
- Stuttgarts Kunst- und Kulturbauten. In: Bund Deutscher Architekten ; 33. Bundestag vom 6. bis 10. Oktober 1952 in Stuttgart, Stuttgart: Stähle & Friedel 1952, Seite 7–13.

## 1953
- Neues von der Stuttgarter Stiftskirche. In: Evangelisches Gemeindeblatt für Württemberg 1953, Nr. 30.
- Das morgenländische Wunder der Alhambra im Zaubertal des Neckars. Vor hundert Jahren ist die Wilhelma fertig geworden. In: Stuttgarter Zeitung 1953, Nr. 56, Seite 12.
- Vom alten Heslach und den wackeren Heslichern. In: Stuttgarter Zeitung 1953, Nr. 118, Seite 12.
- Neues von der Stuttgarter Stiftskirche. In: Stuttgarter Zeitung 1953, Nr. 147, Seite 13.
- Die Metzger in der Stuttgarter Stadtgeschichte. In: Stuttgarter Zeitung 1953, Nr. 153, Seite 33.

## 1954
- Friedrich von Braun zum Gedächtnis In: Evangelisches Gemeindeblatt für Württemberg 1954, Nr. 22, Seite 8.

- Aus der Zeit, als im Siebenmühlen-Ort Berg noch die Mühlen klapperten. In: Stuttgarter Zeitung 1954, Nr. 73, Seite 12.
- Der Haigst und der Höchst, 2 Stuttgarter Aussichtspunkte. In: Stuttgarter Zeitung 1954, Nr. 218, Seite 12.

## 1955
- Neue Kunstwerke im Lapidarium. In: Stuttgarter Amtsblatt 1955, Nr. 28, Seite 7.
- Johannes Reuchlin – 34 Jahre treuer Bürger der Hauptstadt. Stadtwohnung und Landsitz Reuchlins – Die Grabplatte in der Leonhardskirche. In: Stuttgarter Zeitung 1955, Nr. 41, Seite 12.
- Reuchlins Grabstein mit dem Grab vereint. Eine Feierstunde in der Leonhardskirche – Ein Vorkämpfer für die Freiheit des Geistes. In: Stuttgarter Zeitung 1955, Nr. 48, Seite 10.
- Als die Bierbrauer in der Weinstadt Stuttgart heimisch wurden. In: Stuttgarter Zeitung 1955, Nr. 208, Seite 12.
- Der Stiftsfruchtkasten mit seiner über 500jähr. Geschichte. In: Stuttgarter Zeitung 1955, Nr. 220, Seite 40.

## 1956
- Schloßgarten und Anlagen in Stuttgart. In: Stuttgarter Jahrbuch 3.1956/1957, Seite 43–48.
- Zur Geschichte der Stuttgarter Liederhalle. Stuttgart 1956: I. Fink, 8 Blätter.

## 1957
- Geheimnisse um die Stuttgarter Baumeisterfamilie lüften sich. In: Stuttgarter Zeitung 1957, Nr. 4, Seite 12.

## 1958
- Gründung und Aufbau der Deutschen Verlags-Anstalt. Das große Werk Eduard Hallbergers und seiner Nachfolger – Aus der Geschichte Stuttgarts, als Stadt der Verlage, nicht wegzudenken. In: Stuttgarter Zeitung 1958, Nr. 217, Seite 35.

## 1959
- Der „Weißenhof-Bäck“. In: Stuttgarter Leben 1959, Heft 12, Seite 64–65, 86.
- Zum Gedenken an Prof. Dr. Max Diez. In: Stuttgarter Zeitung 1959, Nr. 150, Seite 34.